# Сноубординг на зимових Олімпійських іграх 2022 — змішаний командний сноубордкрос
Змагання зі сноубордингу в дисципліні сноубордкрос серед змішаних команд (чоловіків та жінок) на зимових Олімпійських іграх 2022 відбудуться 12 лютого 2022 року в Сніговому парку Геньтін у Чжанцзякоу. Це буде перша поява цієї дисципліни на Олімпійських іграх.
На Кубку світу 2021–2022 відбулися тільки одні змагання зі сноубордкросу. Перемогла Італія, а за нею розмістилися Чехія та Франція. Утім, під час тих змагань чешка Ева Самкова травмувалася і пропустить Олімпійські ігри. Австралія виграла Чемпіонат світу 2021 року, а Італія та Франція вибороли, відповідно, срібну і бронзову медалі.

## Результати

### Чвертьфінали
| Місце | Номер | Країна      | Спортсменb                                 | Нотатки |
| ----- | ----- | ----------- | ------------------------------------------ | ------- |
| 1     | 1     | Італія 1    | Омар Візінтін Мікела Мойолі                | Q       |
| 2     | 8     | Німеччина 1 | Мартін Нерль Яна Фішер                     | Q       |
| 3     | 9     | Франція 2   | Лоан Боццоло Жулія Перейра де Соуза Мабіло |         |

| Місце | Номер | Країна      | Спортсменb                         | Нотатки |
| ----- | ----- | ----------- | ---------------------------------- | ------- |
| 1     | 5     | США 1       | Нік Баумґартнер Ліндсі Джекобелліс | Q       |
| 2     | 13    | Швейцарія 1 | Калле Кобле Софі Гедіґер           | Q       |
| -     | 4     | Австралія 1 | Кемерон Болтон Белль Брокгофф      | DNF     |
| -     | 12    | Австралія 2 | Адам Ламберт Джозі Бафф            | DNF     |

| Місце | Номер | Країна                       | Спортсмени                     | Нотатки |
| ----- | ----- | ---------------------------- | ------------------------------ | ------- |
| 1     | 14    | Олімпійський комітет Росії 1 | Данило Донських Христина Пауль | Q       |
| 2     | 6     | Канада 1                     | Еліот Ґронден Мер'єта О'Дайн   | Q       |
| 3     | 11    | США 2                        | Джейк Веддер Фає Ґуліні        |         |
| 4     | 3     | Франція 1                    | Марлен Сурже Клое Треспеш      |         |

| Місце | Номер | Країна            | Спортсмени                         | Нотатки |
| ----- | ----- | ----------------- | ---------------------------------- | ------- |
| 1     | 15    | Велика Британія 1 | Гау Найтінґейл Шарлотт Бенкс       | Q       |
| 2     | 10    | Італія 2          | Лоренцо Зоммаріва Катеріна Карпано | Q       |
| 3     | 7     | Канада 2          | Ліам Моффатт Тесс Крітчлоу         |         |
| 4     | 2     | Австрія 1         | Алессандро Геммерле Піа Церкгольд  |         |

### Півфінали
| Місце | Номер | Країна      | Спортсмени                         | Нотатки |
| ----- | ----- | ----------- | ---------------------------------- | ------- |
| 1     | 1     | Італія 1    | Омар Візінтін Мікела Мойолі        | Q       |
| 2     | 5     | США 1       | Нік Баумґартнер Ліндсі Джекобелліс | Q       |
| 3     | 8     | Німеччина 1 | Мартін Нерль Яна Фішер             |         |
| 4     | 13    | Швейцарія 1 | Калле Кобле Софі Гедіґер           |         |

| Місце | Номер | Країна                       | Спортсмени                         | Нотатки |
| ----- | ----- | ---------------------------- | ---------------------------------- | ------- |
| 1     | 10    | Італія 2                     | Лоренцо Зоммаріва Катеріна Карпано | Q       |
| 2     | 6     | Канада 1                     | Еліот Ґронден Мер'єта О'Дайн       | Q       |
| 3     | 15    | Велика Британія 1            | Гау Найтінґейл Шарлотт Бенкс       |         |
| 4     | 14    | Олімпійський комітет Росії 1 | Данило Донських Христина Пауль     |         |

### Фінали

#### Малий фінал
| Місце | Номер | Країна                       | Спортсмени                     | Нотатки |
| ----- | ----- | ---------------------------- | ------------------------------ | ------- |
| 5     | 8     | Німеччина 1                  | Мартін Нерль Яна Фішер         |         |
| 6     | 15    | Велика Британія 1            | Гау Найтінґейл Шарлотт Бенкс   |         |
| 7     | 13    | Швейцарія 1                  | Калле Кобле Софі Гедіґер       |         |
| 8     | 14    | Олімпійський комітет Росії 1 | Данило Донських Христина Пауль |         |

#### Великий фінал
| Місце | Номер | Країна   | Спортсмени                         | Нотатки |
| ----- | ----- | -------- | ---------------------------------- | ------- |
| 1     | 5     | США 1    | Нік Баумґартнер Ліндсі Джекобелліс |         |
| 2     | 1     | Італія 1 | Омар Візінтін Мікела Мойолі        |         |
| 3     | 6     | Канада 1 | Еліот Ґронден Мер'єта О'Дайн       |         |
| 4     | 10    | Італія 2 | Лоренцо Зоммаріва Катеріна Карпано |         |